# Ukrina
Die Ukrina (serbisch-kyrillisch Укрина) ist ein 119 km langer rechter Nebenfluss der Save im Norden von Bosnien und Herzegowina.

## Lauf
Sie entsteht aus dem Zusammenfluss der beiden Quellflüsse Velika Ukrina (Große Ukrina) und Mala Ukrina (Kleine Ukrina). Die Große Ukrina entspringt am Nordhang des Uzlomac-Gebirges östlich von Banja Luka. Der kleinere Quellfluss kommt aus dem Javorova-Gebirge. Die Länge des Flusslaufs von der Quelle der Velika Ukrina bis zur Mündung in die Save bei Koraće, 10 km südwestlich von Bosanski Brod, beträgt 119,3 km.
Wichtigster (rechter) Nebenfluss der Ukrina ist die Ilova. Am Unterlauf der Ukrina liegt die Stadt Derventa.

## Einzugsgebiet
Das Einzugsgebiet der Ukrina umfasst 1515 km² und gehört komplett zur Republika Srpska.